# The curse of Capistrano
The Curse of Capistrano és una novel·la de 1919 de Johnston McCulley i la primera obra que inclou el personatge de Diego Vega, l'heroi emmascarat també anomenat Zorro (zorro és la paraula castellana per a guineu). Va aparèixer per primera vegada com una sèrie de cinc parts de revista. La història va ser adaptada per primer cop a la pel·lícula muda The Mark of Zorro el 1920. Va aparèixer en forma de llibre l'any 1924, utilitzant el mateix títol, The Mark of Zorro.

## Història de la publicació
Abans de publicar-se en forma de llibre, The Curse of Capistrano va aparèixer com cinc entregues serialitzades a la revista pulp All-Story Weekly. El 1920, la història va ser adaptada com a pel·lícula muda The Mark of Zorro protagonitzada per Douglas Fairbanks com l'heroi Don Diego Vega. El títol era una referència a l'hàbit de l'heroi de marcar enemics o superfícies amb tres talls d'espasa, formant una lletra "Z".
La pel·lícula va tenir un èxit enorme, i va provocar la demanda del públic de més històries del Zorro. El 1922, McCulley va començar una nova sèrie de més de 60 històries serialitzades a Argosy All-Story Weekly. Moltes d'aquestes històries es van recopilar i publicar posteriorment com a The Further Adventures of Zorro, Zorro Rides Again i The Sign of Zorro.
Aprofitant la creixent popularitat del personatge al cinema i als llibres, per evitar confondre els compradors interessats, la història en prosa de cinc parts es va tornar a publicar com a novel·la titulada The Mark of Zorro per Grosset &amp; Dunlap el 1924. Des d'aleshores, cada nova edició del llibre en anglès s'ha publicat amb aquest títol. Vint anys després de la primera adaptació cinematogràfica i setze anys després de la publicació del llibre, 20th Century Fox va llançar una nova versió parlada de The Mark of Zorro el 1940 protagonitzada per Tyrone Power com Don Diego Vega. La pel·lícula va tenir una gran popularitat i èxit de crítica i va ser nomenada al National Film Registry el 2009 per la Biblioteca del Congrés per ser "cultural, històricament o estèticament significativa" i per ser preservada per sempre. La pel·lícula de 1940 s'ha fet referència a nombrosos còmics de Batman com la pel·lícula que l'heroi Bruce Wayne veu la nit que els seus pares són assassinats.

## Configuració
El llibre narra la història del Californio Don Diego Vega, àlies 'Señor Zorro', en companyia del seu criat sord i mut Bernardo i la seva estimada Lolita Pulido, mentre s'oposen al vil Capità Ramon i al Sgt. Gonzales a la Califòrnia de principis del segle XIX durant l'època del domini mexicà, abans que esdevingués un estat dels Estats Units (vegeu Alta Califòrnia). Està situat entre les històriques missions espanyoles a Califòrnia, pobles (ciutats) com San Juan Capistrano, Califòrnia, i el camp rural de Califòrnia.